# Interacciones medicamentos-alimentos
Las interacciones medicamento-alimentos o actualmente denominadas interacciones fármaco-nutrimentos son el resultado no solo entre un fármaco y un nutrimento, sino también entre un fármaco y múltiples nutrimentos, alimentos y estado nutricional
Los alimentos, medicamentos y diversos productos para la prevención y/o tratamiento de enfermedades, contiene sustancias químicas, denominadas fármacos, nutrimentos y fitoquímicos que enfrentan procesos fisiológicos similares generando efectos benéficos, terapéuticos o, posiblemente, nocivos para la salud, por lo que no es de sorprenderse que puedan interaccionar a distintos niveles.

## Clasificación
Para la prescripción de medicamentos, la comunidad médica tiene a su disposición amplia y clara información sobre las interacciones farmacológicas (entre dos o más fármacos), que podría y debería contribuir en la indicación segura y eficaz del tratamiento. Sin embargo, la información de relevancia clínica sobre las interacciones medicamentos-alimentos se ha identificado paulatinamente, con ejemplos clásicos que postulan una clasificación histórica
Se agrupan en 2 grandes tipos:
- Interacciones medicamento-alimento (IMA), que son aquellas en las que los fármacos influyen sobre el aprovechamiento de los nutrientes o sobre el estado nutricional del paciente.
- Interacciones alimento-medicamento (IAM), en las que son los alimentos y la dieta los que influyen sobre la eficacia de los fármacos.

## Historia
La primera reseña que se realiza sobre las interacciones medicamentos-alimentos data de 1927, cuando Burrows y Farr comprueban que la administración de aceites minerales reduce la absorción de vitaminas liposolubles.
Algo más adelante, en 1941, Richards et al. describen en el año 1941 el efecto del déficit de vitamina C sobre la acción de los barbitúricos, al comprobar que el déficit de vitamina C aumenta el tiempo de anestesia para unos barbitúricos pero no para otros, y que los valores vuelven a la normalidad al adicionar vitamina C a la dieta.
Algo más adelante (1954), Biehl y Vilter señalaron que la isoniazida determinaba polineuritis similares a las debidas al déficit en vit B6.